# Cantonul Saint-Laurent-sur-Gorre
Cantonul Saint-Laurent-sur-Gorre este un canton din arondismentul Rochechouart, departamentul Haute-Vienne, regiunea Limousin, Franța.

## Comune
| Comune                  | Populație (1999) | Cod poștal | Cod INSEE |
| ----------------------- | ---------------- | ---------- | --------- |
| Cognac-la-Forêt         | 1.026            | 87310      | 87046     |
| Gorre                   | 395              | 87310      | 87073     |
| Saint-Auvent            | 939              | 87310      | 87135     |
| Saint-Cyr               | 722              | 87310      | 87141     |
| Saint-Laurent-sur-Gorre | 1.393            | 87310      | 87158     |
| Sainte-Marie-de-Vaux    | 191              | 87420      | 87162     |